# Xiong Ni
Xiong Ni (n. 6 ianuarie 1974, Changsha, Republica Populară Chineză) este un săritor în apă ce a reprezentat Republica Populară Chineză, medaliat olimpic. A participat la 4 ediții ale Jocurilor Olimpice (1988, 1992, 1996, 2000) în care a câștigat 3 medalii de aur, o medalie de argint și o medalie de bronz.